# Maurice de Grimaldi de Beuil
Maurice Grimaldi, comte de Beuil ou Bueil, dit « Maurice de Bueil », né en 1632 ou 1639 et décédé le 22 juin1698 à Marseille, est un officier de marine et gentilhomme français du XVIIe siècle. Il sert dans la Marine du Roi au sein du corps des galères et termine sa carrière avec le rang de chef d'escadre des galères.

## Biographie

### Origines et famille
Maurice Grimaldi descend de la famille Grimaldi de Beuil, une des branches seigneuriales issues d'une famille de consuls de Gênes qui donnèrent également la maison souveraine des Grimaldi de Monaco. Cette branche possédait notamment la baronnie devenue le comté de Beuil (dans le département actuel des Alpes-Maritimes). Il est le petit fils d'Annibal Grimaldi de Beuil et fils d'André, marié en secondes noces avec Marthe de Grasse.

### Carrière au sein du corps des galères
Il entre dans la Marine royale et intègre la corps des galères, basé à Marseille. Il est nommé capitaine de galiote en 1668, à l'âge de 29 ans, puis capitaine de galères, trois ans plus tard en 1671. En 1675, il intervient dans un différend qui oppose son jeune neveu, le chevalier de Gourdon, alors enseigne de vaisseau, au chevalier de Forbin à propos d'une dette de jeu. Le comte de Beuil, soutient son neveu en allant se plaindre de l'attitude de Forbin auprès du Commandeur de Gardanne. Ce différend se règlera deux ans plus tard lorsque les deux jeunes hommes finiront par se battre et duel, duel au cours duquel le chevalier de Gourdon sera tué. Dans ses Mémoires, Forbin écrira :

« Je dois rendre ce témoignage à la vérité ; le Chevalier de Gourdon étoit fort jeune quand cette avanture lui arriva ; cependant elle fit gtand bruit : son oncle M. le Comte de Beuil, Capitaine de Galere, porta ses plaintes au Commandeur de Gardanne, qui me gronda fort, & m'obligea à rendre l'épée mais par une faute dans laquelle des Officiers aussi intelligens que ceux-ci, n'auroient pas dû tomber ils ne penserent pas a faire rembourser les vingt écus & moins encore à nous reconcilier ce qui eut des suites très fâcheuses comme on le verra dans peu. »

Blason de la famille des Grimaldi de Beuil

Il commande en 1679 la galère La Subtile. Au printemps 1684, Abraham Duquesne reçoit l'ordre d'aller bombarder la ville de Gênes. Une flotte composée de 14 vaisseaux de guerre, de 20 galères, 10 galiotes, 26 tartanes, 2 brûlots et 8 flûtes est réunie dans le port de Toulon. Cette flotte quitte Toulon le 6 mai 1684. Au sein de cette flotte, le comte de Bueil commande la galère La Belle.
Une fois sur place, les galères sont fortement impliquées dans l'opération. Le chevalier de Noailles, lieutenant général des galères et le commandant de La Bretesche, chef d'escadre, reçoivent l'ordre d'aller canonner les batteries du fanal avec dix galères afin de favoriser la descente et la retraite des troupes françaises qui avaient débarqué. Six galères, commandées par le chevalier de Breteuil, chef d'escadre, sont envoyées en soutien des galiotes et les quatre autres, commandées par le comte de Bueil pour la fausse attaque du marquis d'Amfreville.
Il présente à Sa Majesté en 1690 les titres et mémoires des droits de sa Maison sur plusieurs Terres que les Ducs de Savoie avait usurpées.
Il est nommé chef d'escadre des galères le 1er janvier 1698, mais ne profite pas longtemps de ce grade car il meurt à Marseille le 22 juin ou le 13 juillet 1698, à l'âge de 59 ans.

### Sources et bibliographie
- Michel Vergé-Franceschi, Le Masque de Fer, Fayard, 30 septembre 2009, 484 p. (lire en ligne), p. 202
- Eugène Sue, Histoire de la Marine française : XVIIe siècle - Jean Bart, vol. 4, Paris, Félix Bonnaire, 1836, 471 p. (lire en ligne)